# Albert Goodheir
Albert Goodheir (26. června 1912, Utrecht, Nizozemsko – 27. prosince 1995, Glasgow, Spojené království) byl skotský lékař, spisovatel, překladatel a esperantista.

## Dílo

### Vlastní dílo
- Merlo sur menhiro
- Fondita sur roko'
- Nia kultura heredaĵo kaj esperanto

### Překlady
- D-ro Jekyll kaj S-ro Hyde - L. Stevenson
- Forkaptita - L. Stevenson
- La noktmeza kortumo - B. Merrinian
- Bakĥanti-noj - Eurípidés
- Prometeo ligita - Aischylos
- Apologio de Sokrato kaj Kritono - Platon